# Swill milk scandal

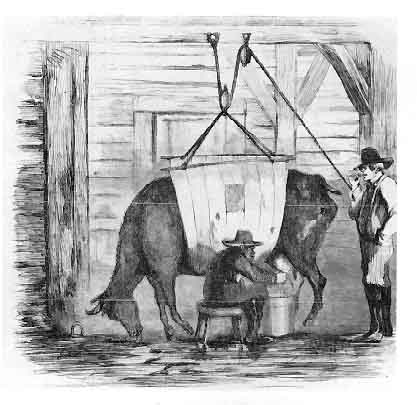
Eine kranke Kuh wird in einer Hebevorrichtung gemolken, zeitgenössische Illustration.

Swill milk scandal (deutsch etwa Schweinefuttermilchskandal) bezeichnet einen Lebensmittelskandal im US-Bundesstaat New York der 1850er Jahre. Die New York Times vermutete 1858, dass etwa 8.000 Kleinkinder im Jahre 1857 deswegen ums Leben gekommen waren.

## Name und Hintergrund
Die Bezeichnung rührt von der Fütterung von Kühen mit Schweinefutter, genauer mit Gärungsresten (Schlempe) von Schnapsbrennereien auf dem Stadtgebiet. Die Milch wurde zudem mit Gips, Stärke und Melasse gepanscht, die Kühe selbst unter hygienisch und tierhalterisch völlig unzumutbaren Bedingungen gehalten. Die Zusätze machten die Milch etwas länger haltbar und ließen sie länger süß schmeckend erscheinen.
Damals wurde auch Milch aus dem ländlichen Umfeld massiv gepanscht und mit Zusätzen versehen. Im Jahr 1853 wurden etwa 90.000 quarts Kuhmilch in die Stadt eingeführt, bei Endkunden aber knapp 120.000 quarts Landmilch (1 US liq.qt. entspricht 0,9464 Liter) verkauft.
Das 1876 erfundene Pasteurisierungsverfahren wurde erst um die Jahrhundertwende (durch Franz von Soxhlet) systematisch auf Milch angewendet. Die Zusammenhänge wurden erst im Laufe des 20. Jahrhunderts genau erkannt.

## Folgen
Von knapp 15.000 Todesfällen in New York waren 1857 mehr als die Hälfte Kinder unter 5 Jahren, was damals schon als außergewöhnlich hohe Kindersterblichkeit galt. Der swill milk wurden von der New York Times 8.000 tote Kinder zugeordnet.
New York war damals eine von armen Immigranten übervölkerte Stadt, die 1854 Cholera- und 1856 Gelbfieberausbrüche mit jeweils mehreren Hundert Toten zu bewältigen hatte. Adäquate Kühltechnologie kam erst 20 Jahre später großtechnisch in Anwendung. Der Zusammenhang wurde unter anderem von Frank Leslie’s Illustrated Newspaper in sensationsheischender Manier aufgedeckt. Leslie legte sich insbesondere mit den irischstämmigen Transportarbeitern sowie bedeutenden Schnapsbrennern wie etwa Bradish Johnson an. Die stadtnahen Kuhställe und Molkereien, die neben den Schnapsbrennereien entstanden, waren wegen meilenweiter Geruchsbelästigung und unerträglichen hygienischen Verhältnissen berüchtigt. Das noch heiße Futter aus den Maischeabfällen der Brenner enthielt neben einigen Nährstoffen auch einen gewissen Alkoholgehalt, woran sich die Kühe schnell gewöhnten und abstumpften. Die Tiere lagen im eigenen Kot und wurden trotz Euterkrankheiten und Ausschlägen, ohne ein Mindestmaß an hygienischen Standards einzuhalten, gemolken.
Trotz der Aufdeckung und der öffentlichen Forderung, die Praxis einzuschränken, versuchten lokale Politiker, so insbesondere der demokratische Alderman Michael Tuomey (alias „Butcher Mike“), jedwede weitergehende Untersuchung zu verhindern, was anfangs auch gelang. Eine Rolle spielten auch die antiirischen Vorbehalte Leslies. Butcher Mike war innerhalb der Tammany Hall, einer politischen Seilschaft der Demokratischen Partei großgeworden. Dabei wurde unter anderem auf chemische Untersuchungen verwiesen, die den unter Fantasienamen wie Orange County Milk vertriebenen Produkten einen höheren Nährstoffgehalt bestätigten als bei natürlicher Milch.
Aufgrund des darauf folgenden öffentlichen Aufschreis und der Einschaltung externer Behörden kam es 1862 zu ersten Regulierungsmaßnahmen. Verbesserungen der Qualität in der Folge lagen eher an zunehmend besser werdender Konkurrenz aus der ländlichen Umgebung. Die behördlichen Kontrollkapazitäten waren im Gefolge des Sezessionskriegs eher geringer geworden.
Eine bundesweite strengere Gesetzgebung kam 1905 durch den Pure Food and Drug Act zustande und wurde insbesondere durch Upton Sinclairs sozialkritischen Roman Der Dschungel über die Fleischindustrie in Chicago begründet, ebenfalls gegen massiven Widerstand der dort dominierenden Demokraten.

## Rezeption
In den USA wurden Parallelen zum chinesischen Milchskandal 2008 gezogen, in beiden Fällen lag ein großes Wirtschaftswachstum und eine demgegenüber wenig regulierungsfähige oder -willige Regierung vor. In beiden Fällen war es eine funktionierende Öffentlichkeit, die die Aufklärung und Verbesserungen bei der Lebensmittelaufsicht letztendlich durchsetzte.